# Laelia dabano
Laelia dabano (лат.) — вид бабочек-волнянок рода Laelia (Lymantriinae) из семейства Эребиды (Erebidae). Африка.

## Описание
Размах крыльев 36 мм. Щупики коричневато-жёлтые, сверху более тёмные. Усики розовато-жёлтые. Голова и грудь коричневатые. Брюшко сверху и снизу, а также грудь от розовато-охристого до светло-охристого цвета. Передняя нога коричневатые, лапка с внутренней стороны коричневато-жёлтая. Переднее крыло с беловатым основным окрасом с коричневатыми отметинами; костальная область от основания до вершины с розоватым охристым оттенком; постмедиальная серия из семи серых пятен; бахрома светлее крыла, бледно-розовато-охристая. Заднее крыло и бахрома беловатые, с розовато-охристой линией. Нижняя сторона переднего крыла от коричнево-оливковой до коричневой, внутренняя граница более светлая; бахрома беловатая. Нижняя сторона заднего крыла и бахрома беловатые; костальная часть с розовато-желтоватым оттенком. Щупики длинные и прямые (направлены вперед) с сильно опушенным вторым члеником и длинным третьим члеником.

## Таксономия
Вид был впервые описан в 1934 году британским энтомологом Сирилом Лесли Колленеттом по материалам из Абиссинии (Dabano River, Эфиопия, Восточная Африка). Видовое название L. dabano дано по месту обнаружения (Dabano River). Описанный в 1940 году таксон Laelia promissa был синонимизирован с L. dabano в 1953 году.